# 35 Sextantis
35 Sextantis är en dubbelstjärna i Sextantens stjärnbild.
35 Sextantis har visuell magnitud +5,79 och är synlig förblotta ögat vid god seeing. Den befinner sig på ett avstånd av ungefär 550 ljusår.